# Watts River (Yarra River)
Der Watts River ist ein Fluss im Süden des australischen Bundesstaates Victoria und ein Nebenfluss des Yarra River.
Er entspringt im Yarra-Ranges-Nationalpark an den Hängen des Mount Vinegar und fließt nach Nordwesten bis zur Kleinstadt Fernshaw. Dann wendet er seinen Lauf nach Südwesten und durchfließt das Maroondah Reservoir. Er verlässt den Nationalpark, fließt durch Healesville und westlich der Stadt in den Yarra River.
Nebenflüsse des Watts River sind (flussaufwärts):
- New Chum Creek
- Meyers Creek
- Donelly Creek (zum Maroondah Reservoir)
- Grace Burn (zum Maroondah Reservoir)
- Ettersglen Creek
- Myrtle Creek